# Plagiogonus critchlowi
Plagiogonus critchlowi är en skalbaggsart som beskrevs av Bordat 2005. Plagiogonus critchlowi ingår i släktet Plagiogonus och familjen Aphodiidae. Inga underarter finns listade i Catalogue of Life.